# Sarah Kaufman (critica)
Sarah Kaufman (Austin, 1963) è una critica teatrale statunitense, nota prevalentemente come critica di danza. Per il suo lavoro con il Washington Post ha vinto il Premio Pulitzer per il miglior giornalismo di critica nel 2010.

## Biografia
Nata in Texas e cresciuta a Washington, Sarah Kaufman ha studiato all'Università del Maryland, dove è stata allieva del poeta laureato Reed Whittemore; successivamente ha conseguito un master of arts in giornalismo dall'Università Northwestern nel 1988. Iniziò a scrivere recensioni di balletti e altri spettacoli di danza per il Washington City Paper dopo aver evidenziato che il giornale non aveva una rubrica sull'argomento.
Durante gli anni 90 si trasferì a Monaco con il marito, lavorando come giornalista e traduttrice. Di ritorno negli Stati Uniti, prese il posto di Alan M. Kriegsman come critica di danza del Washington Post nel 1996 e, in questa veste, continuò a scrivere fino al licenziamento nel 2022, avvenuto per tagli al budget; per il suo lavoro al Post ha vinto il Premio Pulitzer per il miglior giornalismo di critica nel 2010.

## Opere
- The Art of Grace: On Moving Well Through Life, W. W. Norton & Co, 2016. ISBN 978-0393353181